# Primera División de la República Federal de Yugoslavia 1992-93
La Primera División de la República Federal de Yugoslavia, en su temporada 1992-93, fue la 1ª edición del torneo de liga tras la Disolución de la República Socialista de Yugoslavia; en esta participaron clubes de la actual Serbia y de Montenegro, además del club Borac Banja Luka, perteneciente a la zona serbia de Bosnia que jugó sus partidos de local en Belgrado y Valjevo. El campeón fue el Partizan de Belgrado, que consiguió su 12° título de su historia.

## Formato de competición
Los diecinueve clubes disputan dos ruedas a partidos de ida y vuelta con un total de 36 juegos por cada equipo. Se otorgaron dos puntos por victoria y un punto por empate. Descendieron los dos últimos clasificados y ascendieron los primeros tres de la Segunda Liga para conformar una liga con 20 clubes la temporada siguiente.
Los clubes yugoslavos están una vez más suspendidos por la UEFA de toda la competición europea.

## Tabla
| Pos | Club                   | PJ | PG | PE | PP | GF  | GC | DG  | Pts |
| --- | ---------------------- | -- | -- | -- | -- | --- | -- | --- | --- |
| 1   | Partizan Belgrado      | 36 | 31 | 3  | 2  | 103 | 20 | +83 | 65  |
| 2   | Estrella Roja Belgrado | 36 | 19 | 13 | 4  | 70  | 25 | +45 | 51  |
| 3   | Vojvodina Novi Sad     | 36 | 19 | 8  | 9  | 72  | 47 | +25 | 46  |
| 4   | Zemun Belgrado         | 36 | 16 | 8  | 12 | 62  | 48 | +14 | 40  |
| 5   | Rad Belgrado           | 36 | 13 | 13 | 10 | 47  | 35 | +12 | 39  |
| 6   | Napredak Kruševac      | 36 | 13 | 12 | 11 | 44  | 58 | -14 | 38  |
| 7   | Radnički Nis           | 36 | 15 | 7  | 14 | 40  | 36 | +4  | 37  |
| 8   | Hajduk Kula            | 36 | 12 | 12 | 12 | 34  | 35 | -1  | 36  |
| 9   | Proleter Zrenjanin     | 36 | 15 | 6  | 15 | 43  | 45 | -2  | 36  |
| 10  | Budućnost Podgorica    | 36 | 14 | 8  | 14 | 44  | 48 | -4  | 36  |
| 11  | OFK Belgrado           | 36 | 9  | 17 | 10 | 38  | 54 | -16 | 35  |
| 12  | FK Bečej               | 36 | 12 | 9  | 15 | 49  | 45 | +4  | 33  |
| 13  | Mogren Budva           | 36 | 12 | 7  | 17 | 46  | 52 | -6  | 31  |
| 14  | OFK Kikinda            | 36 | 11 | 9  | 16 | 39  | 58 | -19 | 31  |
| 15  | Radnički Belgrado      | 36 | 11 | 7  | 18 | 45  | 62 | -17 | 29  |
| 16  | Sutjeska Nikšić        | 36 | 11 | 7  | 18 | 46  | 67 | -21 | 29  |
| 17  | Spartak Subotica       | 36 | 7  | 12 | 17 | 32  | 58 | -26 | 26  |
| 18  | KF Priština            | 36 | 7  | 9  | 20 | 32  | 64 | -32 | 23  |
| 19  | Borac Banja Luka       | 36 | 6  | 11 | 19 | 35  | 64 | -29 | 23  |

- Técnico del Campeón: Ljubiša Tumbaković (Partizan Belgrado).
- Máximo goleador: Anto Drobnjak (Estrella Roja) y Vesko Mihajlovic (Vojvodina Novi Sad) con 16 anotaciones.

## Segunda Liga
| Pos | Club                   | PJ | PG | PE | PP | GF | GC | DG | Pts |
| --- | ---------------------- | -- | -- | -- | -- | -- | -- | -- | --- |
| 1   | Jastrebac Niš          | 38 |    |    |    |    |    |    | 51  |
| 2   | Sloboda Užice          | 38 |    |    |    |    |    |    | 51  |
| 3   | Rudar Pljevlja         | 38 |    |    |    |    |    |    | 48  |
| 4   | Mačva Šabac            | 38 |    |    |    |    |    |    | 47  |
| 5   | Borac Čačak            | 38 |    |    |    |    |    |    | 47  |
| 6   | Mladost Lučani         | 38 |    |    |    |    |    |    | 45  |
| 7   | Dinamo Pančevo         | 38 |    |    |    |    |    |    | 43  |
| 8   | RFK Novi Sad           | 38 |    |    |    |    |    |    | 42  |
| 9   | Obilić Beograd         | 38 |    |    |    |    |    |    | 38  |
| 10  | Novi Pazar             | 38 |    |    |    |    |    |    | 37  |
| 11  | FK Inđija              | 38 |    |    |    |    |    |    | 37  |
| 12  | Zastava Kragujevac     | 38 |    |    |    |    |    |    | 34  |
| 13  | Dubočica Leskovac      | 38 |    |    |    |    |    |    | 34  |
| 14  | Jedinstvo Bijelo Polje | 38 |    |    |    |    |    |    | 34  |
| 15  | Radnički Kragujevac    | 38 |    |    |    |    |    |    | 32  |
| 16  | Vrbas                  | 38 |    |    |    |    |    |    | 31  |
| 17  | Sloga Kraljevo         | 38 |    |    |    |    |    |    | 31  |
| 18  | Radnički Pirot         | 38 |    |    |    |    |    |    | 30  |
| 19  | FK Bor                 | 38 |    |    |    |    |    |    | 25  |
| 20  | Timok Zaječar          | 38 |    |    |    |    |    |    | 23  |